# Trichostigmus
Trichostigmus es un género de coleóptero de la familia Passalidae.

## Especies
Las especies de este género son:
- Trichostigmus mindorensis
- Trichostigmus semperi
- Trichostigmus thoreyi
- Trichostigmus ursulus
- Trichostigmus whiteheadi